# Ansacq
 Ansacq  là một xã thuộc tỉnh Oise trong vùng Hauts-de-France phía bắc Pháp. Xã này nằm ở khu vực có độ cao trung bình 120 mét trên mực nước biển.